# Sorin Frunzăverde
Sorin Frunzăverde (Boksánbánya, 1960. április 26. – Resicabánya, 2019. november 3.) román demokrata, majd nemzeti liberális párti politikus, előbb környezetvédelmi (1997–1998), majd turisztikai (1998), két alkalommal pedig nemzetvédelmi miniszter (2000, 2006–2007), európai parlamenti képviselő (2007–2009).

## Életpályája
Politikai pályafutását a Demokrata Pártban (PD) kezdte, majd a Demokrata Liberális Párt (PDL) egyik vezéregyénisége lett, 2012-ben pedig belépett a Nemzeti Liberális Pártba (PNL). Az 1996 és 2000 között regnáló demokrata párti kormányokban három tárcát – a környezetvédelmit, a turisztikait, majd a nemzetvédelmit is – vezette. Több mandátumon át a párt Krassó-Szörény Megyei Tanácsának képviselője volt, később a megyei önkormányzat elnöke. A 2000 és 2004 közötti parlamenti ciklus alatt Krassó-Szörény megye képviselője. 2006 és 2007 között a Popescu-Tăriceanu-kormányban ismét megkapta a védelmi tárcát. 2007 és 2009 között egyike volt az első romániai európai parlamenti képviselőknek. A 6. parlamenti ciklus alatt egy rövid ideig a biztonság- és védelempolitikai albizottság alelnöke is volt (2008).
A politikától 2016-ban vonult vissza, amikor az Országos Korrupcióellenes Ügyészség (románul Direcția Națională Anticorupție, DNA) vádjai alapján kétéves felfüggesztett börtönbüntetésre ítélték hivatali befolyással való visszaélés miatt.
Hosszan tartó, súlyos vesebetegsége után 2019. november 3-án, életének 59. évében, a resicabányai sürgősségi kórházban hunyt el.